# Локрум
Локрум (хорв. Lokrum) — небольшой остров в Адриатическом море, расположенный рядом с хорватским городом Дубровник. Остров является частью территории Дубровницко-Неретванской жупании. Иногда Локрум относят к Элафитским островам.

## География
Локрум расположен в непосредственной близости от Дубровника, откуда существует регулярное сообщение с островом. Площадь острова составляет лишь 0,694 км², длина береговой линии — 5058 метров. Несмотря на небольшой размер, на нём расположено маленькое озеро — Мёртвое (хорв. Mrtvo).

## История
По преданию, на остров высадился при кораблекрушении Ричард Львиное Сердце.
Более 80 % всех капитанов Дубровницкой республики были выходцами с острова Локрум.

## Туризм
На острове расположены древний бенедиктинский монастырь и оборудованные спусками в воду каменистые пляжи, что делает его достаточно популярным местом среди туристов.
Локрум известен тем, что на нём отдыхал эрцгерцог Максимилиан Габсбург, будущий император Мексики. С его времён на острове сохранился ботанический сад, где проживает несколько семей павлинов.
Ещё одной достопримечательностью острова является «форт Наполеона», возведённый французами в 1806 году, в период владениями Иллирийскими провинциями.

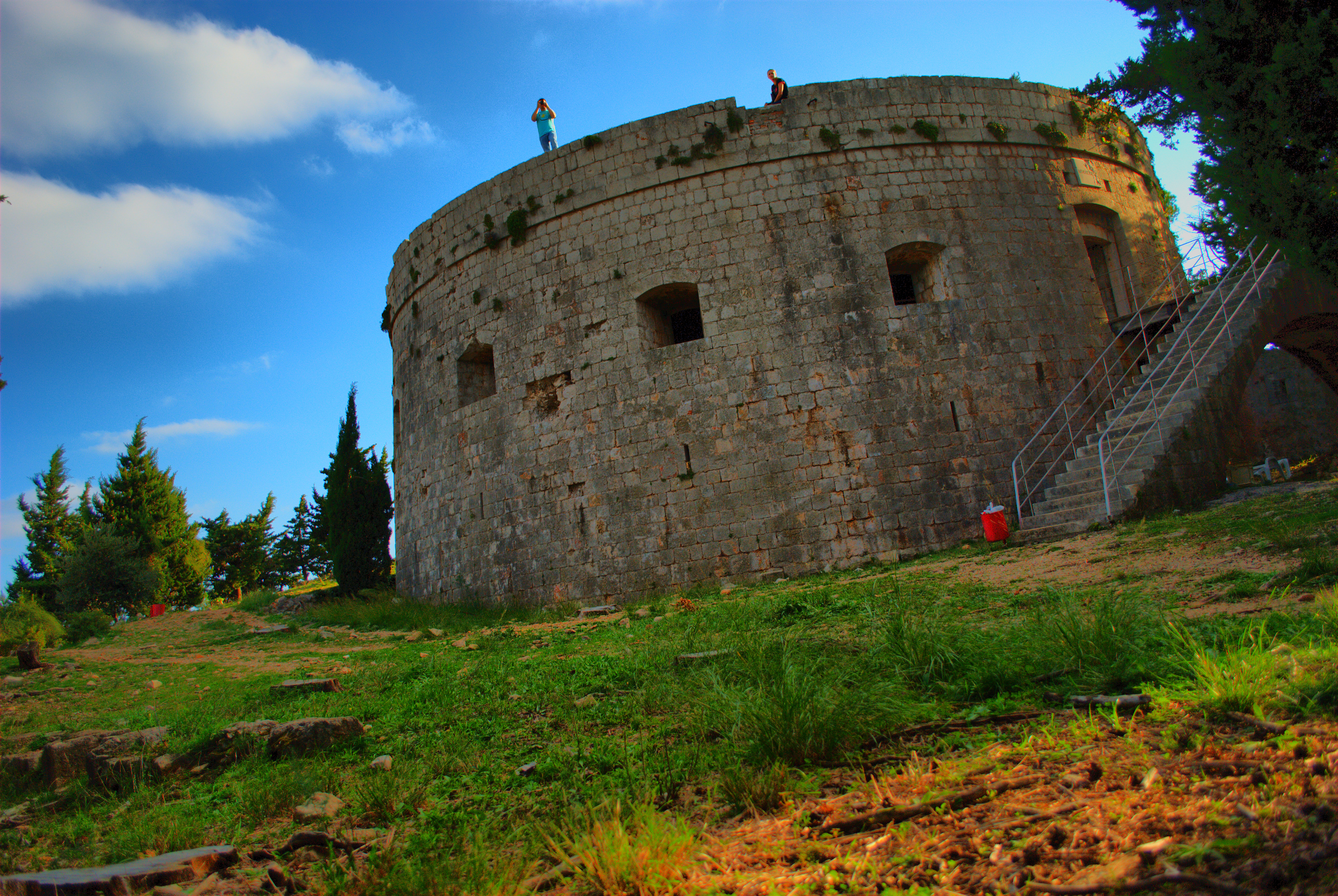
Французская крепость
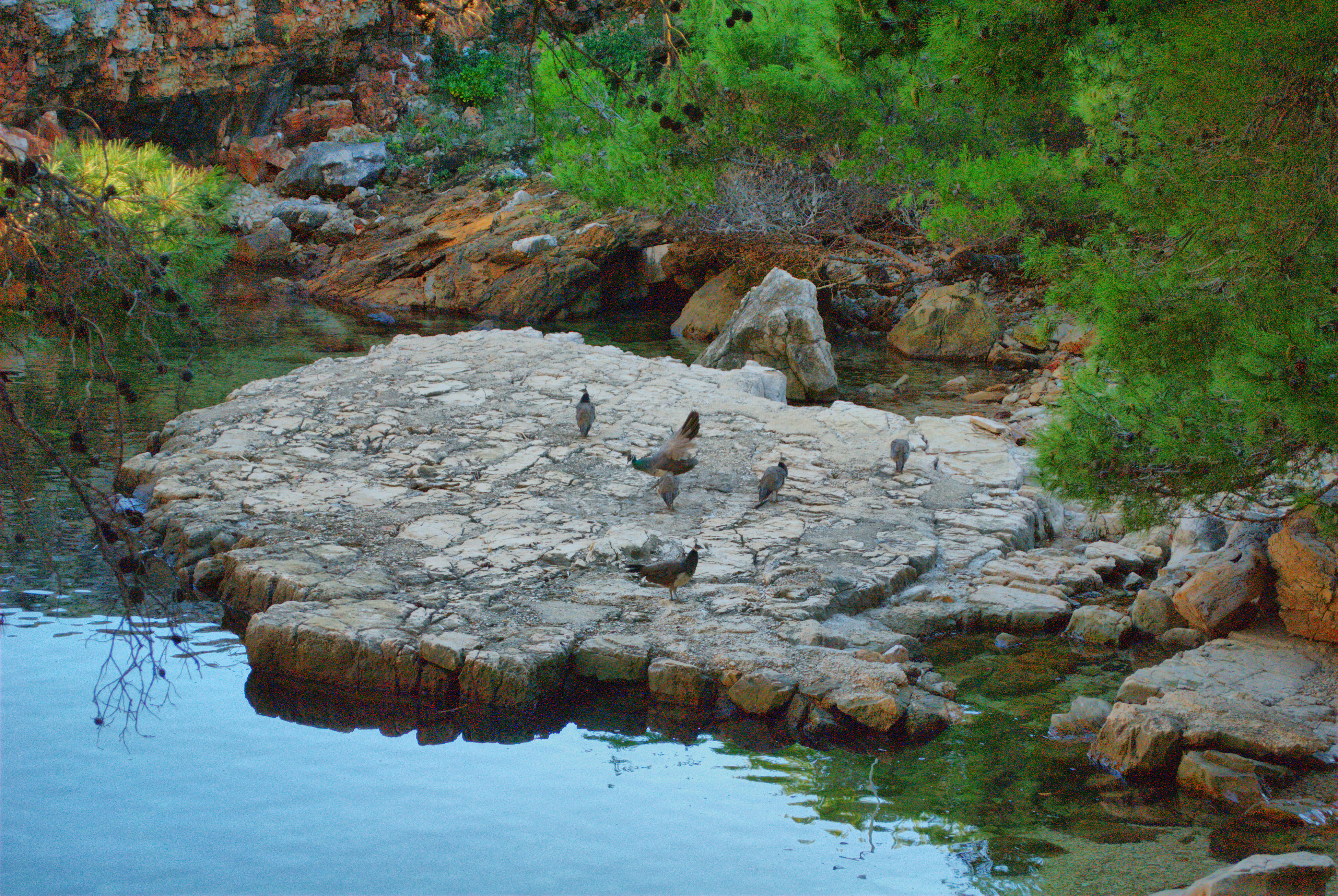
Павлины у мертвого озера на Локруме